# Kurzweil Music Systems

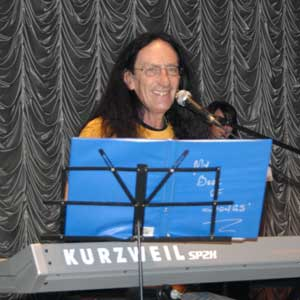
Ken Hensley hrající na klávesy značky Kurzweil

Kurzweil Music Systems je výrobce elektronických hudebních nástrojů. Firmu v roce 1982 založil Raymond Kurzweil. Kurzweil byl vývojářem čtecích strojů pro nevidomé a podobné technologie využíval i u těchto nástrojů. První typ kláves byl vytvořen v roce 1983, jednalo se o Kurzweil K250.